# Orde van Toeristische Verdienste
De Orde van Toeristische Verdienste (Frans: "Ordre du Mérite Touristique") werd op 27 mei 1949 ingesteld en was een van de negentien "ministeriële orden" van de Franse republiek
en werd in met 15 andere Franse orden op 1 januari 1964 vervangen door de Nationale Orde van Verdienste. De Orde werd aan Fransen en vreemdelingen verleend voor het behouden en bevorderen van het toerisme in Frankrijk en in de toenmalige Franse unie. De orde werd door een Raad die werd voorgezeten door de Minister van Verkeer en Toerisme beheerd.

## De drie rangen van de orde
- Commandeur - De commandeur draagt een groot uitgevoerd gouden kleinood van de orde aan een lint om de hals.
- Officier - De officier draagt een gouden kleinood aan een lint met een rozet op de linkerborst.
- Ridder - De ridder draagt hetzelfde kleinood aan een lint op de linkerborst.

De ridders moesten ten minste 40 jaar oud zijn en 15 jaar actief zijn geweest aan het vreemdelingenverkeer hebben bijgedragen. Na 8 jaar konden zij worden bevorderd tot Officier en na nogmaals 5 jaar konden zij commandeur worden.
In bijzondere gevallen werd een uitzondering gemaakt.
Ieder jaar werden 60 ridders, 18 officieren en 2 commandeurs benoemd.

## De versierselen van de orde
Het kleinood van de orde was een gouden of zilveren medaillon.
Op het medaillon is "Marianne" afgebeeld met achter haar de contouren van Frankrijk en staan de woorden "REPUBLIQUE FRANCAISE". De keerzijde draagt de woorden "MÉRITE TOURISTIQUE".
De seculiere Franse Republiek kende geen ridderorden die de traditionele vorm van een kruis hebben. Daarom werd bij de vormgeving van deze door Poillerat ontworpen decoratie voor een kleinood in de vorm van een medaillon gekozen.
Zie ook: lijst van historische orden van Frankrijk.